# Francisco Rabal
Francisco Rabal (Águilas, Espanha, 8 de março de 1926 – Bordéus, França, 29 de agosto de 2001), também conhecido como Paco Rabal, foi um ator, roteirista e diretor de cinema espanhol.

## Biografia
Nasceu no pequeno enclave murciano de Cuesta de Gos, nas proximidades de Águilas. Seus pais eram Benito Rabal e Teresa Valera.
Em 1936, após a Guerra Civil Espanhola estourar, Rabal e sua família deixaram Murcia e mudaram-se para Madrid. O jovem Francisco teve que trabalhar como vendedor de rua e em uma fábrica de chocolate. Quando ele tinha 13 anos, deixou a escola para trabalhar como eletricista nos Estudios Chamartín.
Rabal conseguiu alguns trabalhos esporádicos como um figurante. Dámaso Alonso e outras pessoas o aconselharam a tentar a sorte com uma carreira no teatro.
Durante os anos seguintes, Rabal conseguiu alguns papéis em companhias de teatro, como Lope de Vega ou María Guerrero. Foi lá que ele conheceu a atriz Asunción Balaguer; eles se casaram e permaneceram juntos até a morte de Rabal, em 2001. A filha do casal, Teresa Rabal, também é atriz.
Em 1947, Rabal conseguiu alguns trabalhos regulares no teatro. Ele usou o seu nome completo, Francisco Rabal, como nome artístico. No entanto, as pessoas que o conheciam sempre o chamavam de Paco Rabal. (Paco é a forma familiar para Francisco.) "Paco Rabal" tornou-se seu nome artístico não-oficial.
Durante a década de 1940, começou a atuar em filmes como um figurante, mas foi somente em 1950 que ele foi escalado para papéis com falas, e atuar em pares românticos e vilões. Ele estrelou três filmes dirigidos por Luis Buñuel - Nazarín (1959), Viridiana (1961) e Belle de Jour (1967).
William Friedkin pensou em Rabal para interpretar o vilão francês de seu filme de 1971, The French Connection. No entanto, ele não conseguia lembrar o nome "daquele ator espanhol". Equivocadamente, sua equipe contratou outro ator espanhol, Fernando Rey. Friedkin descobriu que Rabal não falava inglês nem francês, ele decidiu manter Rey no papel. Rabal já havia trabalhado com Rey em Viridiana. Rabal, no entanto, trabalhou com Friedkin no muito menos bem sucedido, mas indicado ao Oscar, filme cult Sorcerer (1977), um remake de O Salário do Medo (1953).
Ao longo de sua carreira, Rabal trabalhou na França, Itália e México, com diretores como Gillo Pontecorvo, Michelangelo Antonioni, Luchino Visconti, Valerio Zurlini, Jacques Rivette e Alberto Lattuada.
Na década de 1980, Rabal atuou em Los santos inocentes, ganhando o prêmio de melhor ator no Festival de Cannes em 1984 com Alfredo Landa, em El Disputado Voto del Señor Cayo e também na série de TV Juncal. Em 1989, foi membro do júri no Festival de Berlim. Em 1999 ele interpretou Francisco de Goya em Goya en Burdeos de Carlos Saura, ganhando um prêmio Goya de melhor ator.
Francisco Rabal é o único ator espanhol a ter recebido o título de Doutor Honoris causa da Universidade de Múrcia.
O último filme do qual Rabal participou foi Dagon, produção de 2001. Nele, seu nome é mencionado de forma especial antes dos créditos. A dedicatória diz "Dedicado a Francisco Rabal, um ator maravilhoso e melhor ainda um ser humano."
Rabal morreu em 2001 vítima de insuficiência respiratória por enfisema, enquanto viajava de volta para a Espanha. O ator estava voltando de Montreal, onde foi homenageado no Festival Internacional de Cinema de Montreal.

## Filmografia selecionada
| - La rueda de la vida (1942) - La Prodiga (1946) - Luna de sangre (1950) - La honradez de la cerradura (1950) - María morena (1951) - Sor intrépida (1952) - Hay un camino a la derecha (1953) - La guerra de Dios (1953) - La pícara molinera (1954) - All Is Possible in Granada (1954) - Historias de la radio (1955) - El canto del gallo (El canto del gallo) (1955) - La gran mentira (La gran mentira) (1956) - La grande strada azzurra (1957) - Amanecer en Puerta Oscura (1957) - Los clarines del miedo (1958) - Nazarin (1959) - El hombre de la isla (1959) - Ten Ready Rifles (1959) - Trío de damas (1960) - Viridiana (1961) - Hijo de Hombre (1961) - La Mano en la trampa (1961) - L'eclisse (1962) - Fra Diavolo (1962) - La rimpatriata (1963) - El conde Sandorf (1963) - El diablo también llora (1963) - Llanto por un bandido (1963) - María Rosa (1964) - Currito de la Cruz (1965) - "Marie Chantal contre le D'KHA" (1965) - La Religieuse 1965) - Le Streghe (1966) - Camino del Rocío (1966) - Belle de Jour (1967) - Cervantes (1968) - El Che Guevara (1968) - El largo día del águila (1969) - Sangre en el ruedo (1969) - Goya (historia de una soledad) (1970) - Laia (1970) - La Epopeya de Bolivar (1970) - Nada menos que todo un hombre (1971) - La Leyenda del Alcalde de Zalamea (1972) - La guerrilla (1972) - La otra imagen (1973) - Tormento (1974) - El buscón (1974) - Las largas vacaciones del 36 (1976) | - The Desert of the Tartars (1976) - Attenti al buffone (1976) - Emilia... parada y fonda (1976) - Corleone (1977) - Sorcerer (1977) - Yo soy mia (1977) - Así como eres (1978) - Incubo sulla città contaminata (1980) - El gran secreto (1980) - Sal Gorda (1982) - La colmena (1982) - Treasure of the four crowns (1983) - Epílogo (1983) - Escapada Final (1983) - Truhanes (1983) - Padre nuestro (1985) - Luces de Bohemia (1984) - Los santos inocentes (1984) - Marbella, un golpe de cinco estrellas (1985) - La hora bruja (1985) - Los paraísos perdidos (1985) - Camorra: Contacto en Nápoles (1986) - El disputado voto del señor Cayo (1986) - El hermano bastardo de Dios (1986) - Tiempo de silencio (1986) - Divinas palabras (1987) - Barroco (1988) - Gallego (1988) - La Blanca Paloma (1989) - Ata-me! (1989) - El aire de un crimen (1989) - La taberna fantástica (1990) - El hombre que perdió su sombra (1991) - La Lola se va a los puertos (1993) - El palomo cojo (1995) - Así en el cielo como en la tierra (1995) - Felicidades, Tovarich (1995) - Edipo alcalde 1996) - Airbag (1997) - Pequeños milagros (1997) - Water Easy Reach (1997) - Pequeños milagros (1997) - Un día bajo el sol (1998) - El evangelio de las maravillas (1998) - Goya en Burdeos (1999) - Tú qué harías por amor (1999) - Lázaro de Tormes (2000) - Divertimento (2000) - Dagon (2001; último filme antes de morrer) |